# Microdrosophila pleurolineata
Microdrosophila pleurolineata är en tvåvingeart som beskrevs av Wheeler och Hajimu Takada 1964. Microdrosophila pleurolineata ingår i släktet Microdrosophila och familjen daggflugor. Inga underarter finns listade i Catalogue of Life.